# Limonium parvibracteatum
Limonium parvibracteatum är en triftväxtart som beskrevs av Sandro Alessandro Pignatti. Limonium parvibracteatum ingår i släktet rispar, och familjen triftväxter. Inga underarter finns listade i Catalogue of Life.